# Cmentarz żydowski w Parysowie
Cmentarz żydowski w Parysowie – został założony przed 1862 rokiem. Do naszych czasów zachował się tylko jeden nagrobek. Obecnie teren cmentarza stanowi nieużytek, używany niekiedy jako nielegalne wysypisko śmieci.